# Mabel Martínez (baloncestista)
Mabel Martínez (El Socorro, 28 de octubre de 1986) es una jugadora de baloncesto colombiana que se desempeña en la posición de alero. Forma parte de la Selección femenina de baloncesto de Colombia, con la que disputó distintas competencias, siendo medallista de plata en los Juegos Panamericanos y doble medallista de oro en los Suramericanos.

## Biografía
Comenzó la práctica del baloncesto a los 11 años en su colegio primario de El Socorro. A los 16 comenzó estudios superiores en la Universidad de Cali, donde continuó con la práctica deportiva.Tras pasos por distintos clubes de Colombia y Ecuador, en 2018 fichó por el club argentino Ameghino de Villa María (Córdoba) para disputar el torneo Clausura de la Liga Femenina de Básquetbol.  Tras alcanzar los cuartos de final y registrar 11,4 puntos y 5,0 rebotes en promedio en ese torneo, fichó para la siguiente temporada por el también argentino Quimsa. Con el equipo santiagueño se consagró campeona de la Supercopa, subcampeona del primer torneo y campeona del segundo. A nivel continental, además, terminó en la segunda posición en la Liga Sudamericana Femenina de Clubes, detrás de Copacabana de Antioquia. Luego de la temporada 2020, suspendida a causa de la pandemia de COVID-19, en 2021 retomó su actividad en Quimsa, alcanzando el Final 4 de la liga argentina para finalizar en segunda posición detrás del Deportivo Berazategui.
En 2023 disputó la Liga Femenina de Baloncesto de las Américas con el club colombiano Indeportes Antioquia. Allí logró la medalla de oro y el reconocimiento individual a la jugadora más valiosa (MVP) del campeonato. En el partido final anotó 13 puntos, promediando 13.5 en todo el Final Four, con un 50% de efectividad en tiros de campo (10-20), y un 46% en triples (6-13).El mismo año consiguió la  Liga Sudamericana de Baloncesto Femenino, también con el Indeportes.En 2024 se desempeñó en el club Blumenau de la Liga Brasileña de Baloncesto Femenino, donde compartió equipo con Melisa Gretter. Si bien el Blumenau no alcanzó las semifinales, sus actuaciones le valieron ser invitada, con 37 años, al juego de las estrellas que se realiza a fin de cada temporada.

## Selección nacional
Hizo su debut en la Selección Mayor en el 2007, y desde ese momento fue parte estable del plantel, participando en múltiples competencias.En 2010 logró la medalla de bronce en el Campeonato Sudamericano de Baloncesto Femenino, hecho que repitió en 2016. Obtuvo la medalla de oro en los Juegos Bolivarianos de 2017, misma presea que en los Juegos Centroamericanos y del Caribe de 2018y los Juegos Suramericanos de 2018. Ese mismo 2018 sumó además una medalla de bronce en el Campeonato Sudamericano de 2018. Estuvo presente en los Juegos Panamericanos de 2019, donde Colombia finalizó en el cuarto lugar.En 2019 también participó en la FIBA AmeriCup, quedándose con el quinto puesto final.Se hizo presente en las ediciones 2021 y 2023 de la Americup, aunque con menos suerte ya que Colombia no logró pasar los cuartos de final en las dos ocasiones. En 2022 volvió a conseguir el oro en los Juegos Suramericanos tras derrotar a Paraguay en la final,además de lograr el tercer puesto en el Campeonato Sudamericano, convirtiendo un triple restando 30 segundos del tiempo extra del partido definitorio que fue calificado por la organización como «la jugada clave» del encuentro.En adición, el mismo año repitió el oro en los Juegos Bolivarianos desarrollados en Valledupar.
Volvió al medallero en los Juegos Panamericanos de 2023, donde la selección colombiana se quedó con el segundo puesto, la primera medalla panamericana en baloncesto femenino para el país.En 2024 se alzó con la medalla de bronce (cuarta consecutiva) en el Campeonato Sudamericano Femenino, tras vencer a Venezuela 68-62 en el partido definitorio.  Si bien la actuación de Martínez durante el torneo fue calificada de «discreta», la organización del campeonato destacó sus aportes en el partido definitorio, donde anotó 15 puntos.

## Vida personal
Se graduó en Deporte y Actividad Física en la Universidad de Cali. En esa misma institución ejerció como profesora de básquet, además de ser entrenadora del equipo femenino de un colegio.